# Olympische Sommerspiele 1996/Leichtathletik – Speerwurf (Männer)

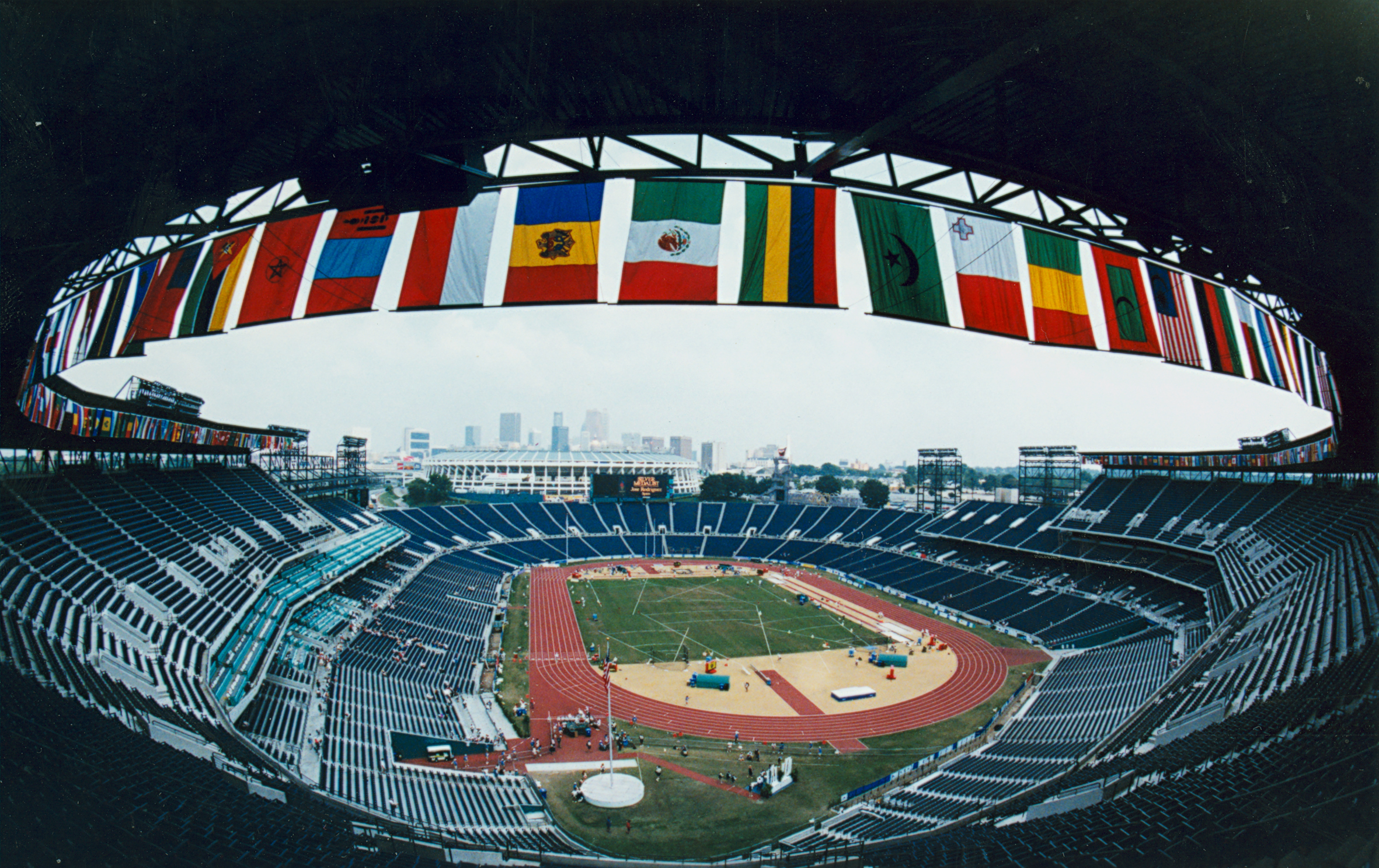
Das Centennial Olympic Stadium von Atlanta im Jahr 1996

Der Speerwurf der Männer bei den Olympischen Spielen 1996 in Atlanta wurde am 2. und 3. August 1996 im Centennial Olympic Stadium ausgetragen. 34 Athleten nahmen teil.
Olympiasieger wurde der Tscheche Jan Železný. Er gewann vor Steve Backley aus Großbritannien und dem Finnen Seppo Räty.
Für Deutschland starteten Peter Blank, Raymond Hecht und Boris Henry. Alle drei erreichten das Finale. Hecht wurde Vierter, Henry Fünfter und Blank Neunter.

Athleten aus der Schweiz, Österreich und Liechtenstein nahmen nicht teil.

## Aktuelle Titelträger
| Olympiasieger 1992                      | Jan Železný ( Tschechoslowakei)       | 89,66 m | Barcelona 1992       |
| Weltmeister 1995                        | Jan Železný ( Tschechien)             | 89,58 m | Göteborg 1995        |
| Europameister 1994                      | Steve Backley ( Großbritannien)       | 85,20 m | Helsinki 1994        |
| Panamerikanischer Meister 1995          | Emeterio González ( Kuba)             | 79,28 m | Mar del Plata 1995   |
| Zentralamerika und Karibik-Meister 1995 | Isbel Luaces ( Kuba)                  | 74,78 m | Guatemala-Stadt 1995 |
| Südamerika-Meister 1995                 | Luis Lucumí ( Kolumbien)              | 76,82 m | Manaus 1995          |
| Asienmeister 1995                       | Zhang Lianbiao ( Volksrepublik China) | 79,60 m | Jakarta 1995         |
| Afrikameister 1996                      | Pius Bazighe ( Nigeria)               | 74,18 m | Yaoundé 1996         |
| Ozeanienmeister 1994                    | Steven Madeo ( Australien)            | 67,84 m | Auckland 1994        |

## Bestehende Rekorde
| Weltrekord         | 98,48 m | Jan Železný ( Tschechien)       | Jena, Deutschland            | 25. Mai 1996   |
| Olympischer Rekord | 89,66 m | Jan Železný ( Tschechoslowakei) | Finale OS Barcelona, Spanien | 8. August 1992 |

Der bestehende olympische Rekord wurde bei diesen Spielen nicht erreicht. Der weiteste Wurf gelang dem tschechischen Olympiasieger Jan Železný mit 88,16 m in seinem zweiten Versuch des Finales am 3. August. Damit blieb er 1,50 m unter dem Olympia- und 10,32 m unter dem Weltrekord – beide Rekorde hatte er selbst erzielt.

## Legende
Kurze Übersicht zur Bedeutung der Symbolik – so üblicherweise auch in sonstigen Veröffentlichungen verwendet:
| – | verzichtet |
| x | ungültig   |

Anmerkungen zu zwei Angaben:
- Zeiten: Ortszeit Atlanta (UTC−5)
- Weiten: in Metern (m) angegeben

## Qualifikation
2. August 1996
Für die Qualifikation wurden die Athleten in zwei Gruppen gelost. Acht Werfer (hellblau unterlegt) übertrafen die direkte Finalqualifikationsweite von 83,00 m. Damit war die Mindestanzahl von zwölf Finalteilnehmern nicht erreicht. So wurde das Finalfeld mit vier weiteren Wettbewerbern (hellgrün unterlegt) aus beiden Gruppen nach den nächstbesten Weiten aufgefüllt und es reichten schließlich 79,88 m für die Finalteilnahme.

### Gruppe A

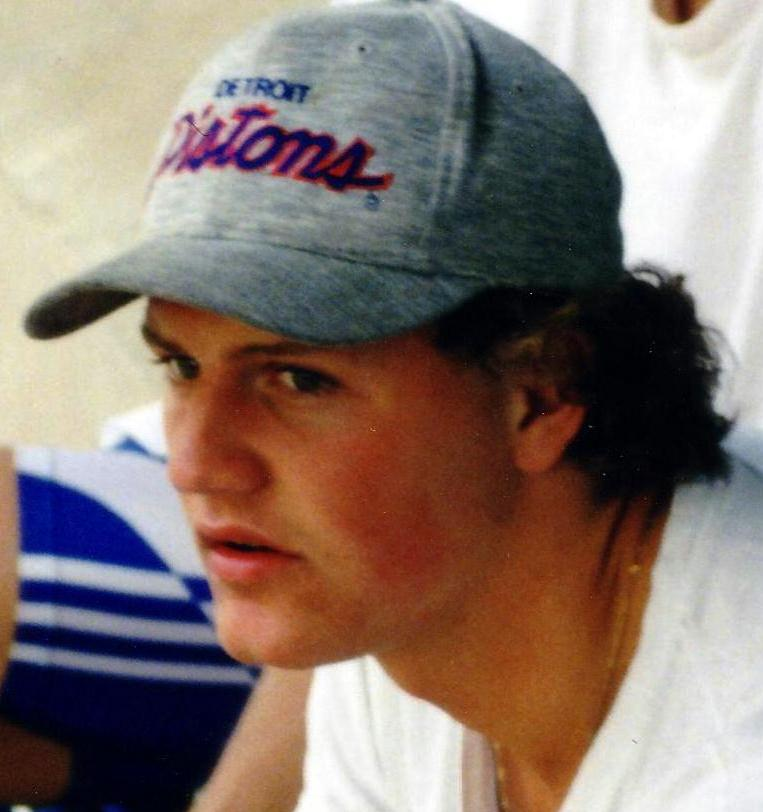
Pål Arne Fagernes – ausgeschieden mit 79,78 m
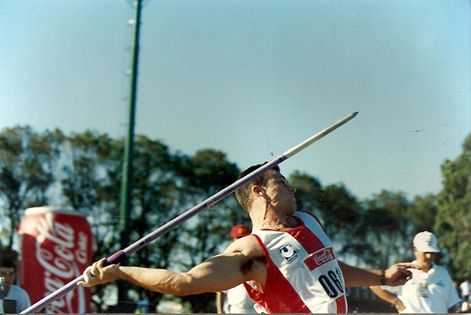
Edgar Baumann – ausgeschieden mit 77,74 m

9:30 Uhr
| Platz | Name                    | Nation              | 1. Versuch | 2. Versuch | 3. Versuch | Weite |
| ----- | ----------------------- | ------------------- | ---------- | ---------- | ---------- | ----- |
| 1     | Konstandinos Gatsioudis | Griechenland        | 87,12      | –          | –          | 87,12 |
| 2     | Sergei Makarow          | Russland            | 85,88      | –          | -          | 85,88 |
| 3     | Seppo Räty              | Finnland            | 83,66      | –          | –          | 83,66 |
| 4     | Raymond Hecht           | Deutschland         | 83,24      | –          | –          | 83,24 |
| 5     | Peter Blank             | Deutschland         | 82,68      | x          | –          | 82,68 |
| 6     | Kimmo Kinnunen          | Finnland            | 78,82      | x          | 80,98      | 80,98 |
| 7     | Mick Hill               | Großbritannien      | 77,12      | x          | 80,48      | 80,48 |
| 8     | Pål Arne Fagernes       | Norwegen            | 78,38      | x          | 79,78      | 79,78 |
| 9     | David Stephens          | USA                 | 77,98      | 79,18      | 79,18      | 79,18 |
| 10    | Emeterio González       | Kuba                | x          | 77,94      | 74,42      | 77,94 |
| 11    | Edgar Baumann           | Paraguay            | x          | 75,90      | 77,74      | 77,74 |
| 12    | Gavin Lovegrove         | Neuseeland          | x          | 77,12      | x          | 77,12 |
| 13    | Sergej Wojnow           | Usbekistan          | 75,58      | 76,30      | 68,50      | 76,30 |
| 14    | Dag Wennlund            | Schweden            | 75,24      | x          | x          | 75,24 |
| 15    | Terry McHugh            | Irland              | 69,72      | x          | 72,84      | 72,84 |
| 16    | Chi Ki-young            | Südkorea            | x          | 70,30      | 71,42      | 71,42 |
| 17    | Kirt Thompson           | Trinidad und Tobago | 68,02      | x          | 64,12      | 68,02 |

### Gruppe B
11:00 Uhr
| Platz | Name                    | Nation              | 1. Versuch | 2. Versuch | 3. Versuch | Weite |
| ----- | ----------------------- | ------------------- | ---------- | ---------- | ---------- | ----- |
| 1     | Jan Železný             | Tschechien          | 86,52      | –          | –          | 86,52 |
| 2     | Tom Pukstys             | USA                 | 80,70      | 81,34      | 84,70      | 84,70 |
| 3     | Steve Backley           | Großbritannien      | 84,18      | –          | –          | 84,18 |
| 4     | Boris Henry             | Deutschland         | 83,22      | –          | –          | 83,22 |
| 5     | Zhang Lianbiao          | Volksrepublik China | 76,24      | 76,76      | 79,88      | 79,88 |
| 6     | Harri Hakkarainen       | Finnland            | 77,96      | 79,34      | x          | 79,34 |
| 7     | Wladimir Owtschinnikow  | Russland            | 74,88      | 76,12      | 78,20      | 78,20 |
| 8     | Todd Riech              | USA                 | x          | 76,68      | 78,02      | 78,02 |
| 9     | Dimitrios Polymerou     | Griechenland        | 76,98      | x          | 77,82      | 77,82 |
| 10    | Andrew Currey           | Australien          | 71,34      | 76,58      | 77,28      | 77,28 |
| 11    | Andrei Morujew          | Russland            | x          | 76,96      | 77,20      | 77,20 |
| 12    | Nick Nieland            | Großbritannien      | 69,54      | x          | 75,74      | 75,74 |
| 13    | Wladimir Parfjonow      | Usbekistan          | 68,54      | 73,96      | 73,28      | 73,96 |
| 14    | Isbel Luaces            | Kuba                | 73,84      | 73,20      | x          | 73,84 |
| 15    | Donald-Aik Sild         | Estland             | 72,54      | x          | 68,28      | 72,54 |
| 16    | Pius Bazighe            | Nigeria             | 68,02      | 70,78      | 65,70      | 70,78 |
| NM    | Uladsimir Sassimowitsch | Belarus             | x          | x          | x          | ogV   |

## Finale
3. August 1996, 18:55 Uhr
| Platz | Name                    | Nation              | 1. Versuch | 2. Versuch | 3. Versuch | 4. Versuch                             | 5. Versuch                             | 6. Versuch                             | Endresultat |
| ----- | ----------------------- | ------------------- | ---------- | ---------- | ---------- | -------------------------------------- | -------------------------------------- | -------------------------------------- | ----------- |
| 1     | Jan Železný             | Tschechien          | x          | 88,16      | 82,86      | 83,86                                  | 86,02                                  | 86,12                                  | 88,16       |
| 2     | Steve Backley           | Großbritannien      | 87,44      | 85,66      | x          | 80,74                                  | 80,88                                  | 85,64                                  | 87,44       |
| 3     | Seppo Räty              | Finnland            | 83,44      | 86,66      | 76,52      | 84,52                                  | 81,70                                  | 86,98                                  | 86,98       |
| 4     | Raymond Hecht           | Deutschland         | 83,88      | 86,88      | x          | 83,10                                  | x                                      | 85,10                                  | 86,88       |
| 5     | Boris Henry             | Deutschland         | 81,24      | 85,68      | x          | 82,58                                  | 83,94                                  | 84,08                                  | 85,68       |
| 6     | Sergei Makarow          | Russland            | 82,72      | 85,30      | 81,12      | x                                      | 82,28                                  | 83,78                                  | 85,30       |
| 7     | Kimmo Kinnunen          | Finnland            | 82,72      | 80,26      | x          | 84,02                                  | 81,98                                  | x                                      | 84,02       |
| 8     | Tom Pukstys             | USA                 | 78,48      | 80,90      | 83,58      | 81,28                                  | 82,18                                  | 81,68                                  | 83,58       |
|       |                         |                     |            |            |            |                                        |                                        |                                        |             |
| 9     | Peter Blank             | Deutschland         | 76,66      | 81,82      | x          | nicht im Finale der besten acht Werfer | nicht im Finale der besten acht Werfer | nicht im Finale der besten acht Werfer | 81,82       |
| 10    | Konstandinos Gatsioudis | Griechenland        | x          | 79,08      | 81,46      | nicht im Finale der besten acht Werfer | nicht im Finale der besten acht Werfer | nicht im Finale der besten acht Werfer | 81,46       |
| 11    | Zhang Lianbiao          | Volksrepublik China | 80,28      | 78,86      | 80,96      | nicht im Finale der besten acht Werfer | nicht im Finale der besten acht Werfer | nicht im Finale der besten acht Werfer | 80,96       |
| 12    | Mick Hill               | Großbritannien      | 78,58      | x          | x          | nicht im Finale der besten acht Werfer | nicht im Finale der besten acht Werfer | nicht im Finale der besten acht Werfer | 78,58       |

Zwölf Athleten hatten sich für das Finale qualifiziert, acht von ihnen über die geforderte Qualifikationsweite, weitere vier Werfer über ihre Platzierungen. Drei Deutsche, zwei Finnen und zwei Briten kämpften mit je einem Teilnehmer aus China, Griechenland, Russland, Tschechien und den USA um die Medaillen.
Klarer Favorit auf den Olympiasieg war der Tscheche Jan Železný, der als Olympiasieger von 1992, zweifacher Weltmeister (1993/1995) und Weltrekordhalter antrat. Seine schärfsten Rivalen waren der britische Vizeweltmeister von 1995 und Europameister von 1994 Steve Backley, die beiden Deutschen Boris Henry als WM-Dritter und Raymond Hecht als WM-Vierter sowie der finnische Vizeeuropameister Seppo Räty.
Backley ging in der ersten Runde mit guten 87,44 m in Führung. Schon in der nächsten Versuchsreihe übertraf Železný ihn mit 88,16 m. Auf Platz drei lag der Deutsche Raymond Hecht, der mit seinem zweiten Wurf 86,88 m erzielte. Diese Reihenfolge hatte Bestand bis zum Ende des fünften Durchgangs. Mit seinem letzten Wurf verdrängte schließlich Räty den Deutschen noch von Platz drei, nachdem der Finne den Speer auf 86,98 m geworfen hatte. So wurde Jan Železný Olympiasieger vor Steve Backley und Seppo Räty. Raymond Hecht kam auf den vierten Platz, Boris Henry belegte Rang fünf vor dem Russen Sergei Makarow.
Jan Železný ist nach dem Schweden Eric Lemming und dem Finnen Jonni Myyrä erst der dritte Athlet, der seinen Speerwurfolympiasieg wiederholen konnte. Lemming hatte 1908 und 1912 jeweils die Goldmedaille gewonnen, Myyrä 1920 und 1924.

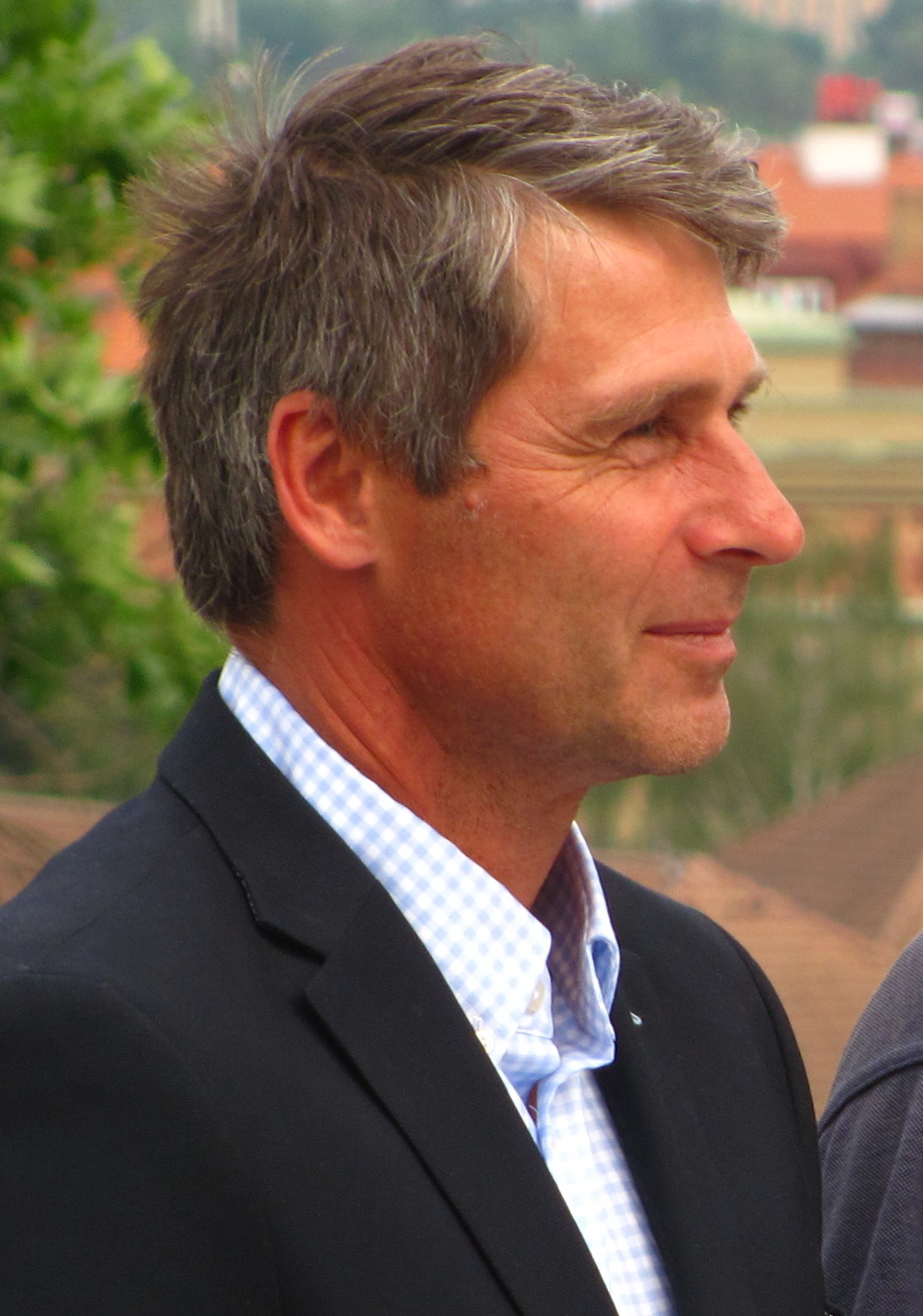
Olympiasieger wurde der klar favorisierte Jan Železný (hier im Jahr 2012)
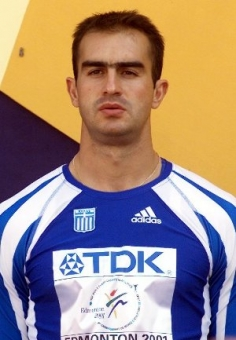
Konstandinos Gatsioudis belegte im Finale den zehnten Platz

## Videolinks
- Men's Javelin Final Atlanta Olympics 03-08-1996, youtube.com, abgerufen am 10. Januar 2022
- Men's Javelin Final Atlanta Olympics 1996, youtube.com, abgerufen am 5. März 2018
- 1996 Atlanta Olympics Javelin Men Final, youtube.com, abgerufen am 10. Januar 2022
- Jan Železný - Javelin World Record Holder, youtube.com, abgerufen am 10. Januar 2022